# Майданська сільська рада (Олевський район)
Майданська сільська рада — колишня адміністративно-територіальна одиниця та орган місцевого самоврядування у Олевському районі Коростенської і Волинської округ, Київської й Житомирської областей Української РСР та України з адміністративним центром у с. Майдан.

## Населені пункти
Сільській раді були підпорядковані населені пункти:
- с. Майдан
- с. Джерело
- с. Сарнівка

## Населення
Кількість населення ради, станом на 1923 рік, становила 936 осіб, кількість дворів — 208.
Відповідно до результатів перепису населення СРСР, кількість населення ради, станом на 12 січня 1989 року, становила 1 077 осіб.
Станом на 5 грудня 2001 року, відповідно до перепису населення України, кількість мешканців сільської ради становила 900 осіб.

### Мова
Розподіл населення за рідною мовою за даними перепису 2001 року:
| Мова       | Відсоток |
| ---------- | -------- |
| українська | 98,89 %  |
| російська  | 0,89 %   |
| білоруська | 0,22 %   |

## Склад ради
Рада складалася з 14 депутатів та голови.

### Керівний склад сільської ради
| ПІБ                         | Основні відомості                                                               | Дата обрання | Дата звільнення |
| --------------------------- | ------------------------------------------------------------------------------- | ------------ | --------------- |
| Ничипорчук Тамара Василівна | Сільський голова, 1961 року народження, освіта                                  | 26.03.2006   | 31.10.2010      |
| Ничипорчук Тамара Василівна | Сільський голова, 1961 року народження, освіта середня спеціальна, позапартійна | 31.10.2010   |                 |

Примітка: таблиця складена за даними джерела

## Історія
Створена 1923 року в складі с. Майдан Голишівський (Майдан) та хуторів Василево (Василів), Дворище, Дерманка, Жерело (згодом — Джерело), Задерев'є, Мар'ямпіль, Олевсько і Передбуж Голишівської волості Овруцького повіту Волинської губернії. 7 березня 1923 року увійшла до складу новоствореного Олевського району Коростенської округи. На 17 грудня 1926 року в підпорядкуванні значилися хутори Браки, Зажерело, На Полях, Осмолець, Островки, Разбойник та Щурове Поле. Станом на 1 жовтня 1941 року хутори Браки, Василів, Дворище, Дерманка, Задерев'є, Зажерело, Мар'ямпіль, На Полях, Олевсько, Осмолець, Островки, Передбуж, Разбойник та Щурове Поле не перебували на обліку населених пунктів.
Станом на 1 вересня 1946 року сільська рада входила до складу Олевського району Житомирської області, на обліку в раді перебували села Джерело, Майдан та Серениче (згодом — Сарнівка).
На 1 січня 1972 року сільська рада входила до складу Олевського району Житомирської області, на обліку в раді перебували села Джерело, Майдан та Сарнівка.
Припинила існування 17 січня 2017 року через об'єднання до складу Олевської міської територіальної громади Олевського району Житомирської області.